# Свинцово-резиновая опора

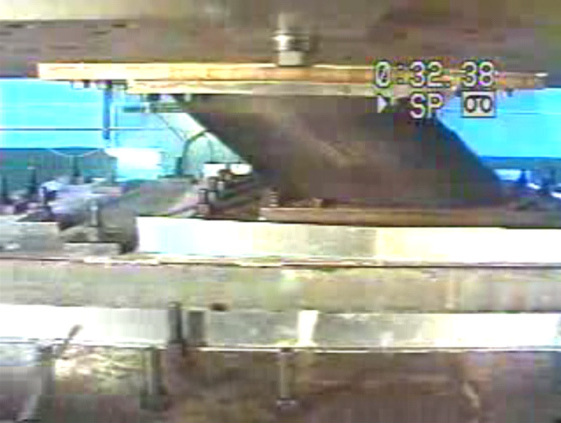
Вибрационное испытание свинцово-резиновой опоры [https://www.youtube.com/watch?v=2yXgu4aS8HE

Свинцово-резиновая опора (Lead Rubber Bearing) — это сейсмическая изоляция, предназначенная для улучшения работы зданий и сооружений под сейсмической нагрузкой за счёт интенсивного демпфирования сейсмической энергии, проникающей в эти здания и сооружения. На фото справа показано испытание свинцово-резиновой опоры, сделанной из резинового цилиндра со свинцовым сердечником.
Однако механически податливые системы, какими являются сейсмически изолированные сооружения со сравнительно низкой горизонтальной жёсткостью, но со значительной так называемой демпфирующей силой, могут испытывать значительные перегрузки, вызванные при землетрясении как раз этой силой .